# Charles E. Bohlen
Charles Eustis “Chip” Bohlen, född 31 augusti 1904 i Clayton, New York, död 31 december 1974 i Washington, D.C., var en amerikansk diplomat och expert på Sovjetunionen. Han tog examen från Harvard 1927 och började 1929 på Foreign Service (utrikesrepresentationen). Hans första placering var i Prag och han arbetade senare i bland annat Paris, Moskva och Tokyo. Vid Teherankonferensen arbetade han som tolk för president Franklin D. Roosevelt, vid Jaltakonferensen som både tolk och rådgivare och i Potsdam var han också tolk. 
Han var en av de viktigaste arkitekterna till USA:s utrikespolitik efter kriget och hjälpte bland annat till att utforma Marshallhjälpen. Han var rådgivare till flera utrikesministrar, bland annat James F. Byrnes, George C. Marshall och Dean Acheson. 1953-1957 tjänstgjorde han som ambassadör i Moskva. På grund av meningsskiljaktigheter med utrikesministern John Foster Dulles fick han avsluta sin post i Sovjetunionen och istället fortsätta som ambassadör i Manila 1957-1959. 1962-1968 var han ambassadör i Paris.
I sina memoarer från 1973, Witness to History, avslöjade han att han den 24 augusti 1939 träffade den tyske diplomaten Hans von Herwarth och av denne fick hela det hemliga tilläggsprotokollet i Molotov-Ribbentroppakten, som föregående dag hade undertecknats av de ryska och tyska utrikesministrarna. Det hemliga protokollet innehöll en överenskommelse mellan Adolf Hitler och Josef Stalin att dela upp Östeuropa i intressesfärer. Roosevelt meddelades omgående men han delgav inte denna information till någon av de berörda regeringarna i Europa. En vecka senare realiserades planen då Tyskland invaderade Polen och andra världskriget startade.